# 今晩は・WADAです
『今晩は・WADAです』（こんばんは・ワダです）は、1989年4月7日から同年9月15日までTBS系列局で放送されていたTBS製作の情報バラエティ番組である。放送時間は毎週金曜 19:00 - 19:30 （日本標準時）。
和田アキ子が司会を務めていた番組で、毎回評論家・作家・ジャーナリストなどを御意見番（ゲストパネラー）に迎えて行われていた。番組は和田のキャラクターを活かし、政治・経済・社会問題・芸能・スポーツ・街のちょっとした話題に至るまで何にでも斬り込んでいた。

## 出演者
- 和田アキ子
- 岩見隆夫（当時毎日新聞社記者）
- 下村健一（当時TBSアナウンサー）